# أدب ما بعد الاستعمارية

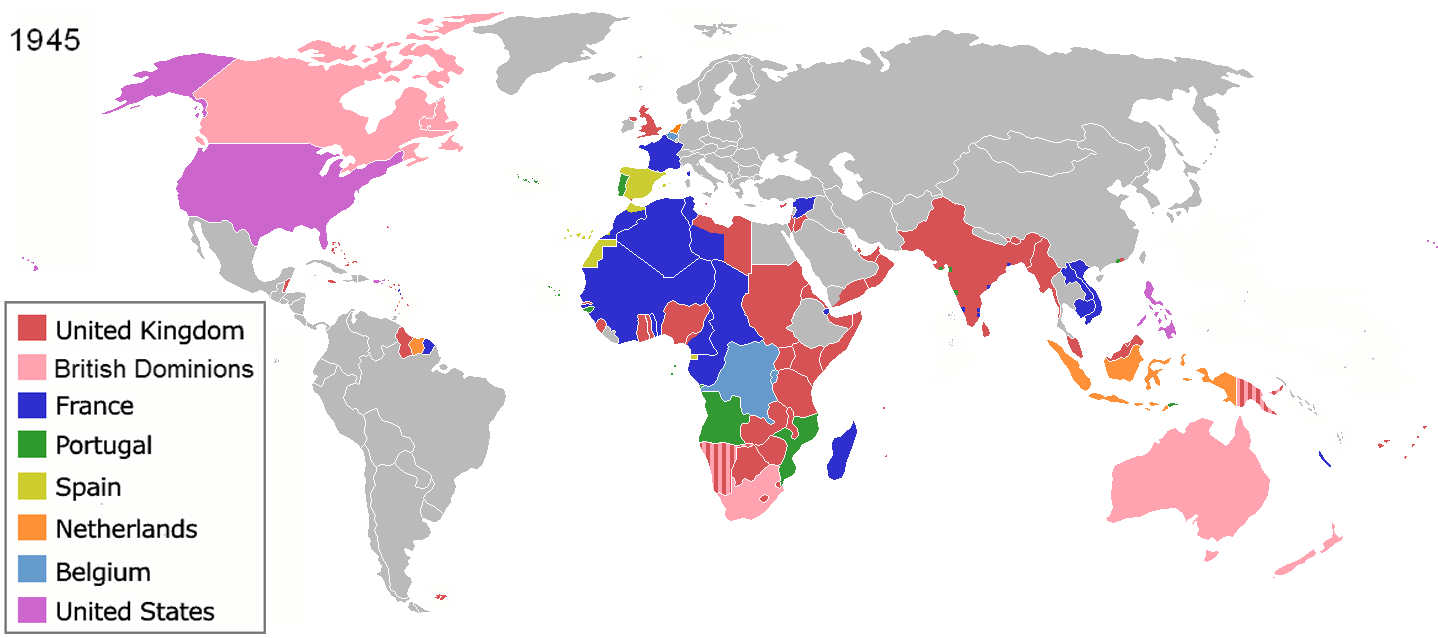

أدب ما بعد الاستعمارية، هو نهج ثقافي شامل وينطوي على دراسة علاقات القوى بين المجموعات والثقافات المختلفة والأشخاص المختلفين، أي حيث يلعب كل من اللغة والأدب والترجمة دورًا خاصًا به (حاتم ومانداي، 2005، الصفحة 106). يشتمل أدب ما بعد الاستعمارية على الأعمال الأدبية التي تنتجها البلدان المُستعمرة سابقًا، إذ تنتشر هذه البلدان في كل القارات باستثناء القارة القطبية الجنوبية. يتناول أدب ما بعد الاستعمارية في أغلب الأحيان المشاكل المترتبة على إنهاء الاستعمار وعواقب هذا الأمر في بلد ما، ولا سيما المسائل المتعلقة باستقلال الأشخاص الخاضعين سابقًا على الصعيد السياسي والثقافي، بالإضافة إلى بعض المواضيع كالعنصرية والاستعمارية مثلًا. تمحورت العديد من النظريات الأدبية حول هذا الشأن. يتناول أدب ما بعد الاستعمارية الدور الذي يلعبه الأدب في تخليد الإمبريالية الثقافية -كما يسميها الناقد المتخصص في ما بعد الاستعمارية إدوارد سعيد- والتصدي لها.
يتداخل أدب الهجرة وأدب ما بعد الاستعمارية فيما بينهما، لكن لا تقتصر الهجرات على البيئات الاستعمارية ولا تتناول جميع الأعمال الأدبية ما بعد الاستعمارية مسألة الهجرة. ينطوي النقاش الراهن في هذا الصدد على مدى تناول النظرية ما بعد الاستعمارية لأدب الهجرة في البيئات غير الاستعمارية.

## النهج النقدية
يتعامل كتّاب الروايات ما بعد الاستعمارية مع الخطاب الاستعماري التقليدي، وذلك من خلال تحويره و/أو تقويضه. تعيد النظرية الأدبية ما بعد الاستعمارية النظر في الأدب الاستعماري مع التركيز على الخطاب الاجتماعي بين المستعمِر والمستعمَر بالتحديد، كونه العامل الذي صقل هذا الشكل الأدبي وخلقه. حلل إدوارد سعيد في كتابه الاستشراق (1978) روايات كل من أونوريه دي بلزاك وتشارل بودلير ولوتريامون (إيزيدور-لوسيان دوكاس)، إذ بحث في كيفية صقلهم لوهم التفوق العرقي الأوروبي المجتمعي ومدى تأثرهم به. اعتُبر إدوارد سعيد رائدًا في مجال النقد ما بعد الاستعماري الذي يُسمى بتحليل الخطاب الاستعماري.
يُعد الأستاذ في جامعة هارفرد هومي كاي. بهابها أحد المنظّرين البارزين فيما يتعلق بالخطاب الاستعماري (من مواليد عام 1949). طوّر بهابها عددًا من الألفاظ الجديدة والمفاهيم المحورية في هذا المجال، مثل الهجانة والفضاء الثالث والمشاكهة والاختلاف والتناقض. استهدف تحليل الخطاب الاستعماري الأعمال الأدبية الاستعمارية مثل مسرحية العاصفة لشكسبير ورواية جين أير لتشارلوت برونتي ورواية مانسفيلد بارك لجاين أوستن ورواية كيم لروديارد كبلينغ ورواية قلب الظلام لجوزيف كونراد. ركّز الجيل التالي من النقاد المتخصصين في ما بعد الاستعمارية على النصوص التي تنطوي على «كتابة رديّة» في صميم الاستعمار. تحلل نظرية ما بعد الاستعمارية عمومًا كيفية صياغة الأفكار المعادية للاستعمارية والترويج لها من خلال الأدب، مثل معاداة الاحتلال والوحدة القومية والزنوجة والوحدة الأفريقية ونسوية ما بعد الاستعمارية. تتضمن قائمة المنظرين البارزين في هذا الصدد كل من غاياتري شاكرافورتي سبيفاك، وفرانز فانون، وبيل أشكروفت، ونغوغي وا ثيونغو، وتشينوا أتشيبي، وليلا غاندي، وغاريث غريفيثز، وأبيولا إيريلي، وجون مكليود، وحميد دباشي، وهيلين تيفين، وخال تورابولي، وروبرت جاي. سي. يونغ.

### القومية
أجج الشعور بالانتماء إلى الأمة أو القومية أعقاب الاستعمارية حركات معاديةً للاستعمار. لعب كل من اللغة والأدب دورًا في توطيد الشعور بالهوية القومية لمواجهة الآثار التي تركها الاستعمار. ساعدت الصحف والمجلات -بعد اختراع آلة الطباعة- الأشخاص في التغلب على الحواجز الجغرافية والتماهي مع مجتمع قومي مشترك. غدت فكرة اعتبار الأمة مجتمعًا متجانسًا ومترابطًا عبر الحواجز الجغرافية من خلال الوسيط اللغوي نموذجًا للأمة الحديثة. لم يقتصر دور أدب ما بعد الاستعمارية على توطيد الشعور بالهوية القومية في خضم النضال ضد الاستعمار وحسب، بل انتقدت هذه الأعمال الأدبية الأصول الاستعمارية الأوروبية لمفهوم القومية. تُعتبر روايات سلمان رشدي مثالًا على ذلك، إذ صور رشدي الأمة المتجانسة باعتبارها مبنيةً على النماذج الأوروبية التي أقصت الأصوات المهمشة. اعتمدت هذه النماذج الأوروبية على النخب الدينية أو العرقية، التي تحدثت بالنيابة عن الأمة بأكملها وأسكتت الأقليات.

### الزنوجة والوحدة الأفريقية والوحدة القومية
وضع المفكرون والكتاب والسياسيون الأفارقة الناطقون بالفرنسية مفهوم الزنوجة باعتباره فلسفةً أدبيةً وأيديولوجيةً خلال فترة ثلاثينيات القرن العشرين في فرنسا. تضمنت قائمة واضعي هذا المفهوم كل من الشاعر المارتينيكي إيمي سيزير، وليوبولد سيدار سنغور (الذي غدى رئيسًا للسنغال)، وليون داماس من غويانا الفرنسية. عارض مفكرو حركة الزنوجة الاستعمارية الفرنسية، ورأوا في الترويج للهوية العرقية المشتركة للأفارقة الأصليين حول العالم أفضل إستراتيجية للتصدي ضد هذا الاستعمار.
انطلقت حركة الوحدة الأفريقية من أوساط المفكرين السود الناطقين باللغة الإنجليزية، واعتُبرت انعكاسًا لمبادئ الزنوجة. اعتُبر فرانز فانون (وُلد في عام 1925- تُوفي في عام 1961) أحد مؤيدي هذه الحركة، فقد كان طبيبًا نفسيًا وفيلسوفًا وثوريًا وكاتبًا من أصول أفريقية كاريبية مارتينيكية. أثرت أعماله في المجالات المرتبطة بدراسات ما بعد الاستعمارية والنظرية النقدية والماركسية. كان فانون -باعتباره مفكرًا- سياسيًا راديكاليًا وإنسانيًا ماركسيًا مهتمًا بعلم النفس المرضي وعلاقته بالاستعمارية، فضلًا عن اهتمامه بالتبعات الإنسانية والاجتماعية والثقافية المترتبة على إنهاء الاستعمار.

#### حركة العودة إلى أفريقيا
اعتُبر ماركوس موسيا غارفي جونيور (وُلد في عام 1887- تُوفي في عام 1940) أحد المؤيدين لحركة الوحدة الأفريقية، فقد كان زعيمًا سياسيًا وناشرًا وصحفيًا ورجل أعمال وخطيبًا جامايكيًا. أسس غارفي الرابطة العالمية لتنمية الزنوج وعصبة المجتمعات الأفريقية. أسس غارفي أيضًا بلاك ستار لاين -خط بحري لنقل البضائع والركاب- للترويج لفكرة عودة الأفارقة المغتربين إلى أراضي أجدادهم. دعا بعض القادة مثل برنس هال ومارتن دلايني وإدوارد ويلموت بليدين وهنري هايلاند جارنيت إلى إشراك الأفريقيين في المهجر في الشؤون الأفريقية قبيل القرن العشرين. تفرّد غارفي في تطويره لفلسفة الوحدة الأفريقية بهدف تأجيج حركة جماهيرية عالمية وتمكين أفريقيا اقتصاديًا. عُرفت هذه الفلسفة باسم الغارفية نسبةً إليه. روّجت الرابطة العالمية لتنمية الزنوج وعصبة المجتمعات الأفريقية للغارفية ولقبّتها بحركة الخلاص الأفريقي، ما سمح للغارفية بترك أثر كبير على حركات مثل أمة الإسلام والراستافارية (تزعم بعض طوائف هذه الحركات نبوة غارفي).
وقف فرانز فانون في وجه المدافعين عن الأدب الذي يعزز التضامن العرقي الأفريقي متمسكًا بمبادئ الزنوجة، إذ دعا إلى وجود أدب قومي يهدف إلى تحقيق التحرر القومي. وقف باول غيلروي ضد قراءة الأدب باعتباره تعبيرًا عن هوية عرقية سوداء مشتركة أو بصفته تعبيرًا عن المشاعر القومية. بدلًا من ذلك، نظر غيلروي إلى الأشكال الثقافية السوداء –بما في ذلك الأدب- باعتبارها تكوينات شتاتية عابرة للحدود مولودة من رحم الآثار التاريخية والجغرافية المشتركة لتجارة العبيد عبر الأطلسي.

### معاداة الاحتلال
يعيد «السرد المعادي للاحتلال» قولبة السكان الأصليين في البلدان المُستعمرة، فيصورهم باعتبارهم ضحايا لا أعداءً للمستعمِرين. يساعد هذا الأمر في تصوير المستعمَرين في ضوء أكثر إنسانية، لكنه يخاطر بإعفاء المستعمِرين من المسؤولية من خلال طرح الفرضية القائلة إن السكان الأصليين «محكوم عليهم» بقدرهم.
تحلل ماري لويز برات في كتابها الأعين الإمبريالية الاستراتيجيات التي يصور أدب السفر الأوروبي من خلالها أوروبا باعتبارها وطنًا آمنًا، بينما يصور الغرباء المستعمَرين باستخدام وصف مغاير تمامًا. تطرح برات نظريةً مختلفةً عن الأفكار التي طُرحت هنا بشأن «معاداة الاحتلال»، إذ يُمكن عزو واحدةً من هذه الأفكار إلى إدوارد سعيد. تحلل برات النصوص التي يروي فيها الأوروبي مغامراته ومعاناته في الصمود في أرض الآخر غير الأوروبي بدلًا من أن تشير إلى كيفية مقاومة السكان الأصليين للاستعمار باعتبارهم ضحايا. يرسخ هذا الأمر سذاجة الإمبريالي حتى عند ممارسته لهيمنته، وهي إستراتيجية تطلق عليها برات اسم «معاداة الاحتلال». تُعتبر «معاداة الاحتلال» خاصيةً يستخدمها الراوي ليخلي مسؤوليته -أو علاقته المباشرة أو غير المباشرة- عن الاستعمار والاستعمارية. يُستخدم هذا المفهوم المختلف لمعاداة الاحتلال في تحليل الأساليب التي تُضفى بواسطتها الشرعية على الاستعمارية والاستعمار من خلال سرد قصص نجاة ومغامرات بهدف التثقيف أو التسلية. ابتدعت برات هذه الفكرة الفريدة وربطتها بمفهومي نطاق التماس والتبادل الثقافي، اللذين لاقيا قبولًا واسع النطاق في وسط العلوم الاجتماعية والإنسانية في أمريكا اللاتينية. يشير هذين المصطلحين إلى ظروف المواجهة بين المستعمِر والمستعمَر وآثارها.

### أدب نسوية ما بعد الاستعمارية
انطلقت الحركات النسوية ما بعد الاستعمارية ردًا على مجالات الاهتمام النسوية ذات المركزية الأوروبية. اهتمت هذه الحركات النسوية بالطريقة التي تؤثر من خلالها العنصرية والآثار الاستعمارية السياسية والاقتصادية والثقافية طويلة الأمد على النساء غير البيضاوات وغير الغربيات في عالم ما بعد الاستعمارية.